# کرگس (هوراند)
کرگس یکی از روستاهای استان آذربایجان شرقی است که در دهستان دودانگه بخش مرکزی شهرستان هوراند واقع شده‌است. این روستا ۸۶ نفر جمعیت دارد.